# Kuno-Hans von Both
Kuno-Hans von Both, nemški general, * 9. april 1884, Zabern (Alzacija), † 22. maj 1955, Ehlen.